# Joseph Gibert (médecin)
Pour les articles homonymes, voir Joseph Gibert.
Joseph Gibert, né le 6 mars 1829 à Satigny (canton de Genève) et mort le 18 mars 1899 au Havre, est un médecin franco-suisse. Il fut l'un des premiers dreyfusards.

## Biographie

### Famille
Joseph-Henri-Albert Gibert est le fils de Jeanne-Rose-Françoise « Fanny » Wolff, née à Rolle (canton de Vaud), et de Marc-André Gibert, né à Genève.
L'un de ses trisaïeux étant un huguenot français réfugié à Genève en 1714, Joseph bénéficiera de la nationalité française quelques années après son installation en France, en vertu de la loi du 15 décembre 1790 stipulant que « toutes personnes qui, nées en pays étranger, descendent, en quelque degré que ce soit, d’un Français ou d’une Française expatriés pour cause de religion, sont déclarés naturels français et jouiront des droits attachés à cette qualité s’ils reviennent en France, y fixent leur domicile, et prêtent le serment civique ».
En juillet 1861, à Mulhouse, Joseph Gibert épouse Fanny Dollfus (1834-19..), veuve du manufacturier mulhousien Gustave Naegely et fille de l'industriel Jean Dollfus, futur maire de Mulhouse et député protestataire. Le couple aura huit enfants :
- Marie (1862-19..), mariée en 1886 au pasteur Robert du Pasquier (1859-1895) ;
- Suzanne (1863-19..), mariée en 1905 à Jacques Kablé (1866-19..), courtier en cotons ;
- Marc-André (1864-1864) ;
- Madeleine (1865-19..), mariée en 1887 au pasteur Henri-Jules Pyt (1861-19..) ;
- Marc-Louis (1867-19..), docteur en médecine, marié en 1911 à Georgette-Élisabeth « Claudie » Chappellart (1884-19..) puis, en 1929, à Marthe-Antoinette-Marie-Renée Maupin ;
- Hélène (1869-1941), mariée en 1890 à Hermann du Pasquier (1864-19..), négociant en cotons ;
- Emma (1870-1901), mariée en 1895 à Fernand Monod (1870-1940), docteur en médecine ;
- Isabelle-Ida (1871-19..)[1].

Caroline Naegely, sœur du premier mari de Fanny Gibert, a épousé en 1860 le magistrat Louis Loew, président du tribunal de Mulhouse puis de celui du Havre, président de la chambre criminelle de la Cour de cassation à partir de 1886. Le docteur Gibert et Louis Loew ont été des amis très proches - « deux frères » selon Gibert - pendant une trentaine d'années.

### Carrière

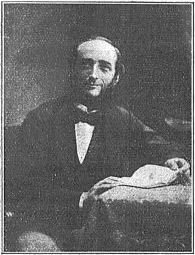
Le docteur Gibert.

Interne des hôpitaux de Paris à partir de décembre 1854, Joseph Gibert exerce notamment à l'hôpital Sainte-Eugénie en 1855-1856. Reçu docteur en médecine en 1859, Gibert s'installe l'année suivante au Havre. Pendant la Guerre franco-allemande de 1870, il dirige une ambulance puis le service des varioleux à l'hôpital de la caserne Napoléon. À cette époque, il soigne Félix Faure, qui devient bientôt son ami. Chirurgien adjoint de la Marine ainsi que médecin honoraire de l'hospice Saint-Jean, il crée, en octobre 1875, un dispensaire pour enfants malades. Cet établissement havrais, souvent cité à titre d'exemple, sert de modèle au dispensaire mulhousien fondé par Frédéric Engel-Dollfus, beau-frère de Mme Gibert, ainsi qu'au dispensaire de la rue Labat.
Républicain, le docteur Gibert est membre du conseil municipal du Havre entre 1877 et 1880 (ou de 1878 à 1881).
Membre correspondant de l'Académie de médecine, il organise au Havre, avec le docteur Launay, un congrès d'hygiène maritime (août 1887).
Nommé chevalier de la Légion d'honneur le 12 février 1881, Joseph Gibert est promu au rang d'officier de cet ordre par décret du 31 décembre 1892, en récompense du dévouement manifesté pendant l'épidémie de choléra au Havre.
Dans les années 1880, le docteur Gibert s'intéresse à la suggestion mentale à distance et à l'hypnotisme. En 1885, en collaboration avec Pierre Janet, il mène ainsi à son cabinet de la rue Saint-Quentin et au pavillon de sa sœur Sophie, rue de la Ferme, une série d'expériences sur les étranges facultés de Léonie Leboulanger (« Mme B. »), une somnambule bretonne, dont le cas a également intéressé Charles Richet. Des spécialistes tels que Julian Ochorowicz, Léon Marillier, de la Société de psychologie physiologique, Frederic Myers, de la Society for Psychical Research, ainsi que le frère de ce dernier, le docteur Arthur Thomas Myers, se rendent au Havre pour être témoins de ces expériences.

### Rôle dans l'affaire Dreyfus

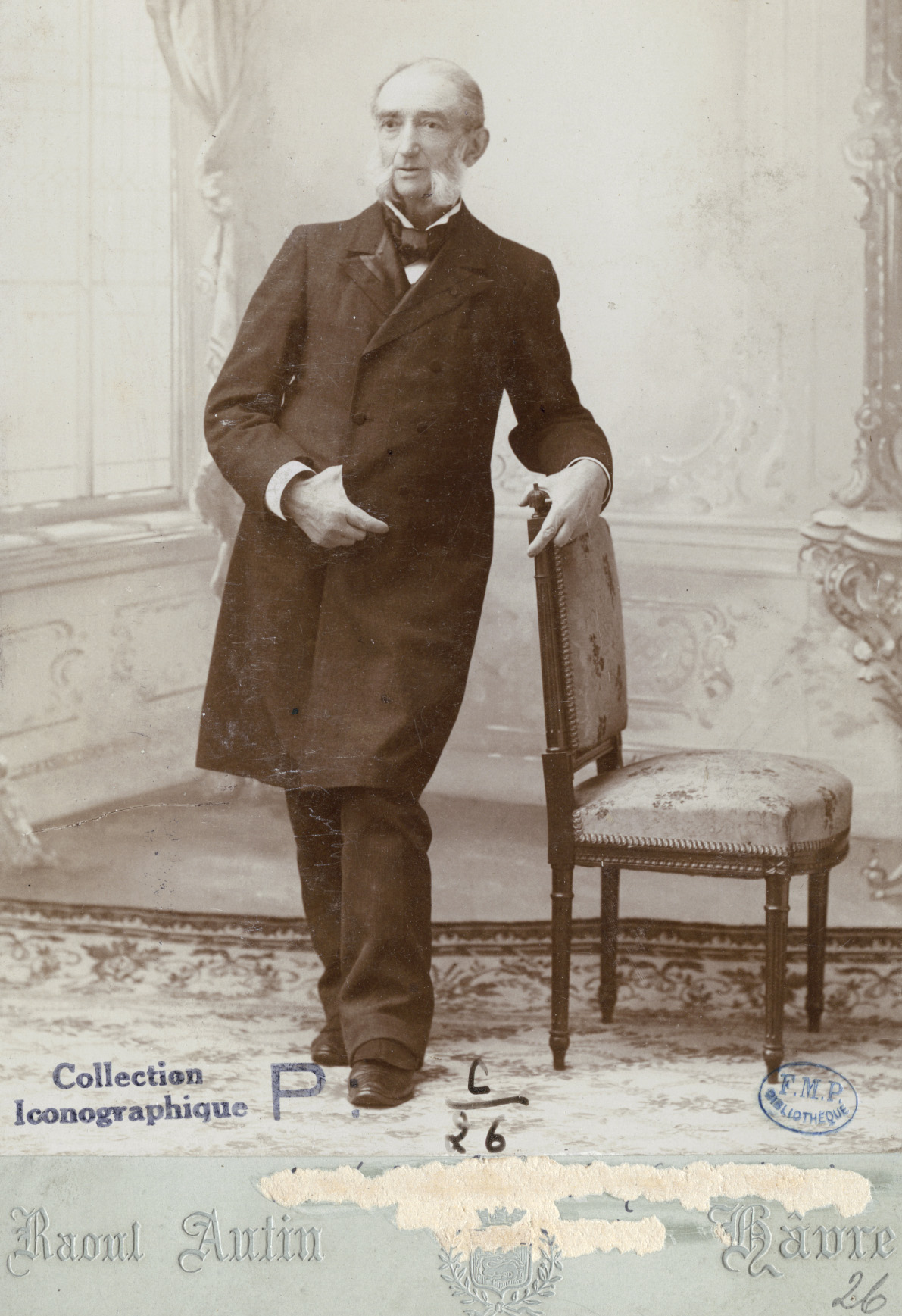
Photographie du docteur Gibert par Raoul Autin (fin du XIX).

Le 6 janvier 1895, le docteur Gibert est ému à la lecture d'un article du Figaro consacré à la dégradation du Capitaine Dreyfus, dont il avait rencontré le père à Mulhouse plusieurs années auparavant. Persuadé que le condamné n'a aucun mobile, Gibert est ainsi convaincu de l'innocence de celui-ci dès le début de l'affaire Dreyfus.
Il décide par conséquent de découvrir la vérité avec l'aide de Léonie et, quelques jours plus tard, il fait venir au Havre le frère du condamné, Mathieu Dreyfus. Les visions de Léonie contenant des faits censément inconnus d'elle, l'incrédulité initiale de Mathieu est bientôt balayée.
Au début du mois de février, à l'occasion d'une nouvelle séance, l'extralucide révèle à Mathieu que, lors du procès de son frère, des pièces secrètes auraient été montrées aux juges à l'insu de son avocat, Me Demange. Afin d'en avoir le cœur net, Gibert obtient une audience auprès du président de la République Félix Faure, son ami et ancien patient, le 21 février 1895. Le président aurait alors confirmé les propos de Léonie, en déclarant que Dreyfus a été condamné « sur des pièces communiquées aux juges dans la salle des délibérations, pièces qu'on ne pouvait montrer ni à l'accusé, ni à son défenseur, pour des raisons d’État ». Quelques mois plus tard, en avril ou mai 1895, Me Demange rapporte à Mathieu la même information, qui vient de lui parvenir par l'entremise d'un confrère, Me Salles. L'existence d'un dossier à charge secret, et notamment de la pièce « canaille de D. », est alors connue depuis quelque temps dans les hautes sphères politiques, vraisemblablement à cause du manque de discrétion de certains des officiers ayant jugé Dreyfus.
En 1897, Gibert se brouille durablement avec son vieil ami Loew, qui est alors convaincu, sous l'influence du colonel Sandherr, de la culpabilité de Dreyfus. Le 13 novembre, après avoir lu une interview de Gabriel Monod dans laquelle ce dernier dénonçait le dossier secret comme une violation des règles judiciaires sans toutefois y voir un motif de révision, Gibert lui adresse une lettre indignée relatant son entretien avec le président.

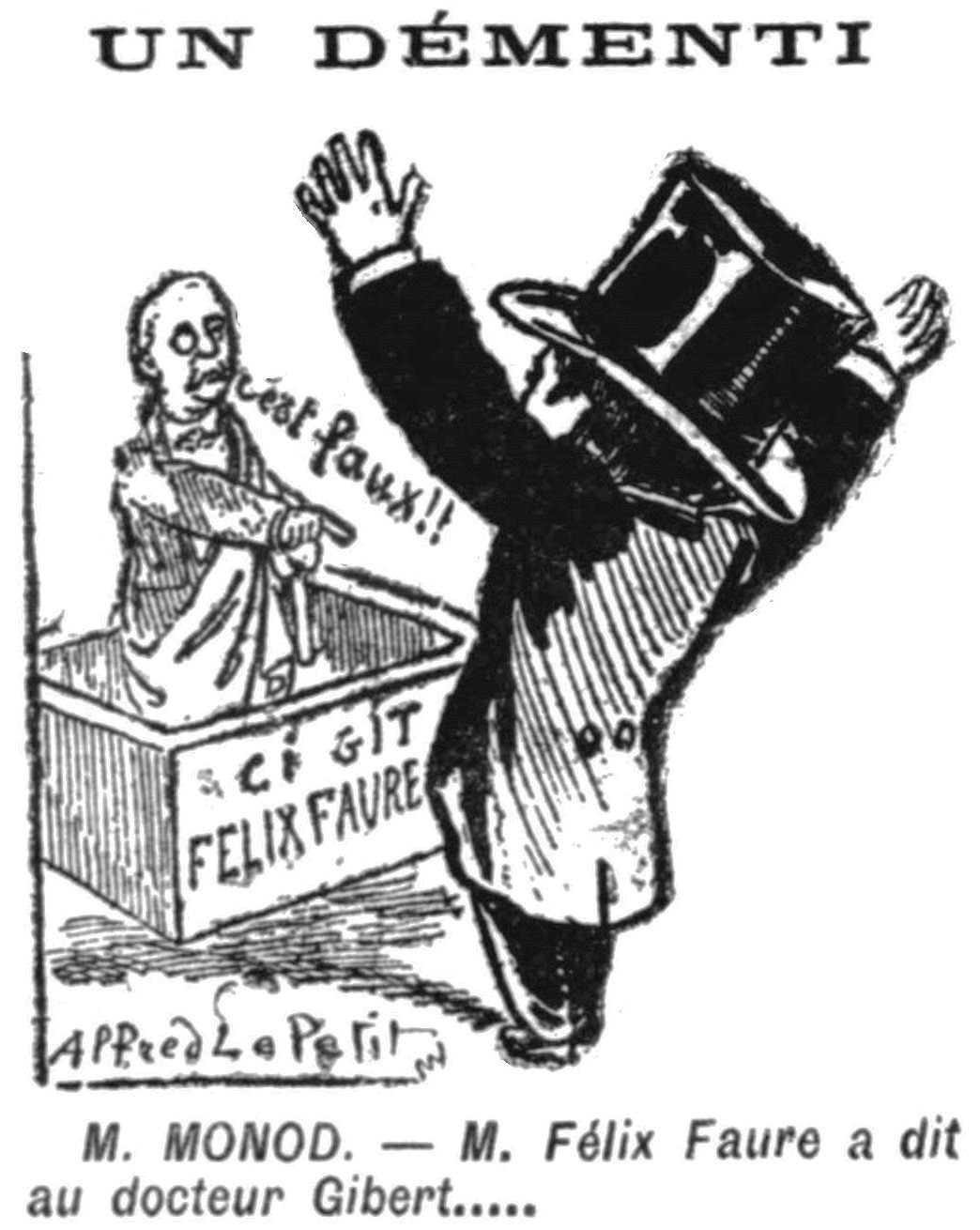
Dessin antidreyfusard d'Alfred Le Petit ironisant sur la révélation de l'échange entre Gibert et Faure après la mort des deux intéressés (La Patrie, 3 avril 1899).

En février 1898, Gibert est appelé à témoigner à décharge lors du procès d'Émile Zola. Ayant appris que la déposition du docteur, qui devait être remise à Me Labori, contenait sa version de la discussion du 21 février 1895, Félix Faure l'aurait avertit qu'il démentirait celle-ci. La parole d'un médecin de province ayant moins de poids que celle du premier personnage de l’État, son fils Marc et Mathieu Dreyfus le convainquent finalement de ne pas témoigner. Très affaibli par la maladie, le docteur aurait alors longuement pleuré. En décembre de la même année, Gibert prend la parole à un meeting de soutien au colonel Picquart organisé par la section havraise de la Ligue pour la défense des droits de l'homme.
En janvier 1899, à l'occasion du procès Reinach, Gibert est à nouveau sollicité par la défense au sujet des propos que lui aurait tenus le président Faure.
Peu de temps avant sa mort (mais pas l'avant-veille, comme le rapporte Mathieu Dreyfus), Gibert aurait fait jurer au sénateur Jules Siegfried, ancien maire du Havre, de ne pas voter la loi de dessaisissement, qui venait d'être adoptée par la chambre des députés le 10 février 1899. Siegfried tiendra parole le 1er mars.
L'un des derniers proches de Gibert à se rendre au chevet du mourant est Loew, qui aurait apaisé les tourments de son ami en lui assurant que la cour de cassation annulerait le jugement de 1894 (ce qu'elle fera le 3 juin suivant). Après avoir entendu ces paroles réconfortantes, le docteur Gibert s'éteint le 18 mars, à 21h50, à son domicile du no 41 de la rue Séry. Ses obsèques ont lieu le 21 mars en présence de nombreuses personnalités (Mathias Morhardt et Francis de Pressensé, délégués de la Ligue des droits de l'homme, Jules Siegfried, Louis Brindeau...).